# Shen tan Pu Song Ling
Shen tan Pu Song Ling (chinês tradicional: 神探蒲松齡之蘭若仙蹤, chinês simplificado: 神探蒲松龄之兰若仙踪, pinyin: Shéntàn Pú Sōnglíng Zhī Lánruò Xiānzōng; bra: Contos do Caçador de Sombras) é um filme de comédia e fantasia histórico chinês de 2019 dirigido por Yan Jia (sob o pseudônimo de Vash), escrito por Liu Bohan e Jian Wen e estrelado por Jackie Chan, Zhong Chuxi, Ethan Juan, Lin Peng e Austin Lin. O filme foi lançado em 5 de fevereiro de 2019 na China.
No Brasil, o youtuber Whindersson Nunes fez a dublagem do personagem principal. O trabalho foi muito criticado pelos fãs de dublagem, que criticaram o fato da distribuidora Synapse Distribution escalar um famoso e não um dos dubladores oficiais de Chan, Tatá Guarnieri e Márcio Simões, para dublá-lo.

## Elenco
- Jackie Chan como Pu Songling
- Zhong Chuxi como Nie Xiaoqian
- Ethan Juan como Ning Caichen
- Lin Peng como irmã de Nie Xiaoqian (demônio do espelho)
- Austin Lin como Yan fei
- Qiao Shan
- Pan Changjiang
- Kingdom Yuen
- Lance Luu
- Jiang Yuan
- Jia Haitao

## Marketing
Um videoclipe de Shen tan Pu Song Ling foi lançado em 27 de janeiro de 2019.

### Dublagem de Whindersson Nunes
O youtuber Whindersson Nunes, fã de Jackie Chan, foi convidado pela distribuidora Synapse Distribution para dar voz ao personagem do ator no filme. A dublagem, no entanto, foi muito criticada pelos fãs de dublagem, que lamentaram a ausência de Tatá Guarnieri e Márcio Simões, dubladores oficiais de Chan no Brasil.

## Lançamento
O filme foi lançado em 5 de fevereiro de 2019 na China. Nas Filipinas, o filme foi lançado em 6 de fevereiro de 2019 pela Star Cinema, programado para coincidir com o Ano Novo Lunar, com estreia realizada no TriNoma quatro dias antes.

## Recepção
Douban deu ao drama 4,3 de 10.

### Bilheteria
O filme arrecadou um total de 123 milhões de yuans nos primeiros cinco dias de lançamento.